# إينوشيما
إينوشيما (باليابانية: 江の島) هي جزيرة بحرية صغيرة، يبلغ محيطها حوالي 4 كم، عند مصب نهر كاتاسي الذي يتدفق إلى خليج ساغامي في محافظة كاناغاوا، اليابان. إداريًا، تعد إينوشيما جزءًا من مدينة فوجيساوا على البر الرئيسي، وترتبط بقسم كاتاسي في تلك المدينة عن طريق جسر يبلغ طوله 389 مترًا. تعد الجزيرة والخط الساحلي المجاور لها، موطنًا لبعض أقرب الشواطئ الرملية إلى طوكيو ويوكوهاما، ومركزًا لمنطقة المنتجعات المحلية.

## تاريخياً

### العصر القديم
بينزايتن، إلهة الموسيقى والترفيه، مكرسة في الجزيرة. الجزيرة بأكملها مخصصة للإلهة التي يقال إنها هي التي تسببت في صعودها من قاع البحر في القرن السادس. الجزيرة هي موقع إينوشيما إنجي، وهو تاريخ الأضرحة في إينوشيما كتبه الراهب البوذي الياباني كوكي في عام 1047.

### العصر الحديث
في عام 1880، بعد أن أتاح أمر الفصل بين الشنتو والبوذية الذي أصدرته حكومة ميجي الجديدة الأرض، تم شراء الكثير من المرتفعات من قبل صاموئل كوكينغ، وهو تاجر بريطاني، باسم زوجته اليابانية. قام بتطوير محطة للطاقة وحدائق نباتية واسعة بما في ذلك دفيئة كبيرة جدًا. على الرغم من تدمير الدفيئة الأصلية في زلزال كانتو الكبير عام 1923، إلا أن الحديقة النباتية (المعروفة الآن باسم حديقة صاموئل كوكينغ) تظل نقطة جذب لأكثر من نصف مليون زائر سنويًا.

### الوقت الحاضر
أصبحت إينوشيما الآن مركز منطقة شونان، وهي منطقة منتجعية تقع على طول ساحل خليج ساغامي.

## في الثقافة الشعبية
- في أنمي إلفن ليد عام 2004، كانت إينوشيما ومنارة إينوشيما البحرية هما موقع المعركة مع ماريكو.
- في أنمي تسوريتاما عام 2012 ، إينوشيما هو موقع احداث القصة.
- في أنمي هيموتو! أومارو تشان عام 2015، الشخصيات تزور إينوشيما في الحلقة قبل الأخيرة من الموسم الأول.
- في أنمي المشاغب لا يحلم عن فتاة الأرنب سينباي عام 2018، ظهرت الجزيرة في الحلقة السادسة. وتعيش الشخصيات في فوجيساوا القريبة.
- في سلسلة ألعاب الفيديو دانغانرونبا، يُدعى الخصم الرئيسي جينكو إينوشيما.